# Galeria Fundana
Galeria Fundana (zm. po 69) – cesarzowa rzymska, druga i ostatnia żona cesarza Witeliusza.
Jej ojciec sprawował godność pretora. Poślubiła Witeliusza zanim został on ogłoszony cesarzem, być może ok. 60 roku. Mieli dwoje dzieci – syna Witeliusza, nazwanego później Germanikiem (ur. ok. 63) i nieznaną z imienia córkę.
Gdy w 68 roku Witeliusz wyjechał do Germanii Dolnej, gdzie miał sprawować urząd namiestnika, Galeria pozostała z dziećmi w Rzymie. W styczniu 69 roku wojska zebrane w Kolonii ogłosiły jej męża cesarzem. Wydarzenie to nie wywarło jednak żadnego wpływu na bezpieczeństwo Galerii i jej dzieci. Panujący dotąd cesarz Othon nie podjął przeciwko nim żadnych kroków.
Sytuacja rozstrzygnęła się w kwietniu, po bitwie pod Bedriacum, w której Othon poniósł klęskę (po czym popełnił samobójstwo). Witeliusz został ogłoszony przez senat prawowitym cesarzem. Galeria udała się wtedy razem z synem na spotkanie męża do galijskiego Lugdunum (ob. Lyon, Francja). Tam 6-letni, upośledzony Witeliusz otrzymał od ojca nowe imię, Germanik.
Zgodnie z relacją Tacyta, Galeria jako cesarzowa zachowywała się przykładnie i nie brała udziału w ponurych wydarzeniach panowania swojego męża.
W lipcu 69 roku legiony rzymskie stacjonujące w egipskiej Aleksandrii ogłosiły nowym cesarzem swojego wodza, Tytusa Flawiusza Wespazjana. Jesienią zwycięsko wkroczył on na czele swoich wojsk do Italii, a w grudniu do Rzymu. Witeliusz i Germanik zginęli, Galeria najprawdopodobniej przeżyła i pochowała ich obu. Córka Witeliusza i Galerii została później przez Wespazjana dostatnio uposażona i wydana za mąż.